# Piper PA-30 Twin Comanche

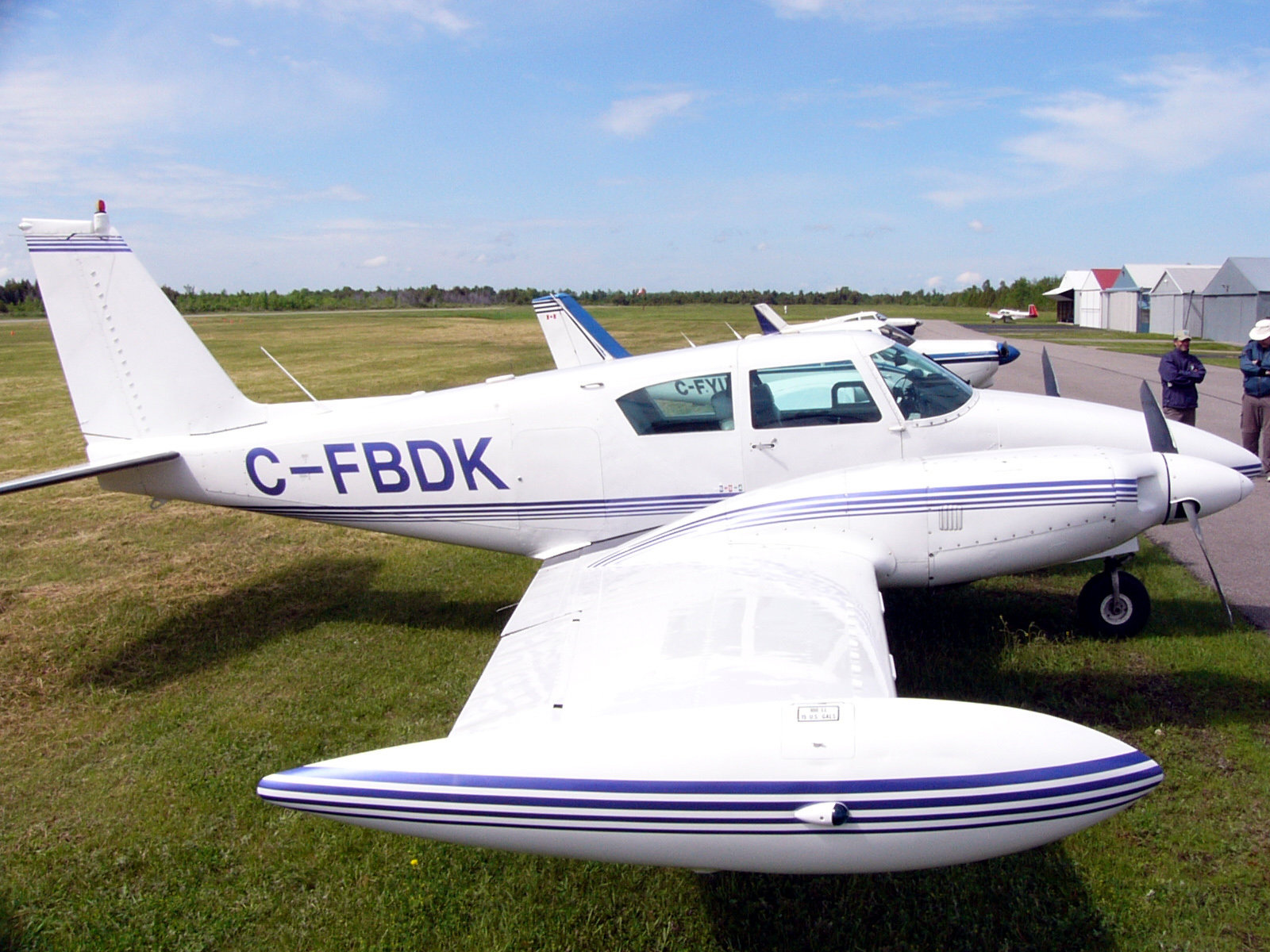
Turbo PA-30 com tanques na ponta da asa e geradores de vórtice instalados

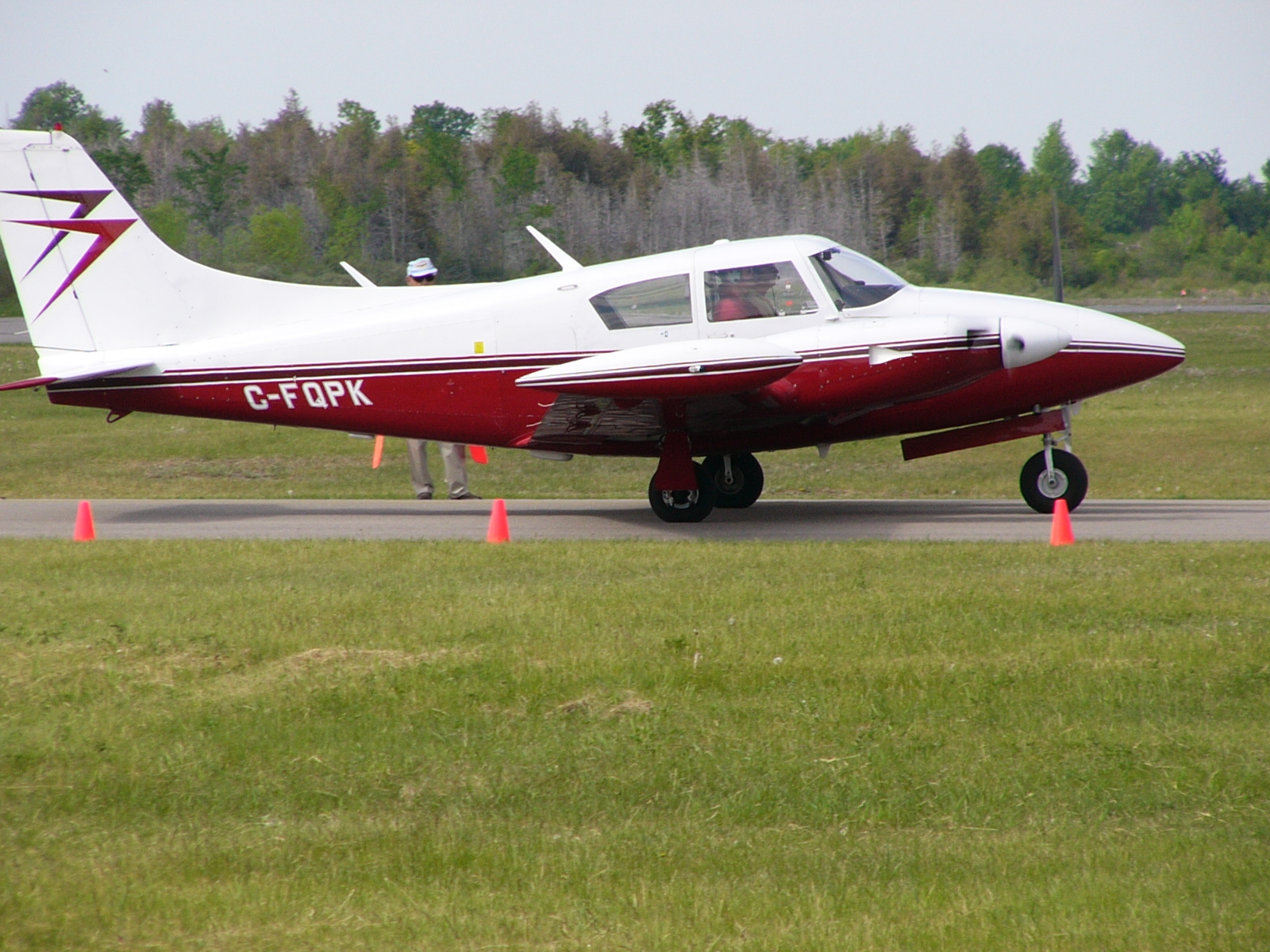
PA-30 Twin Comanche com seção dorsal e entrada de ar nas naceles modificadas

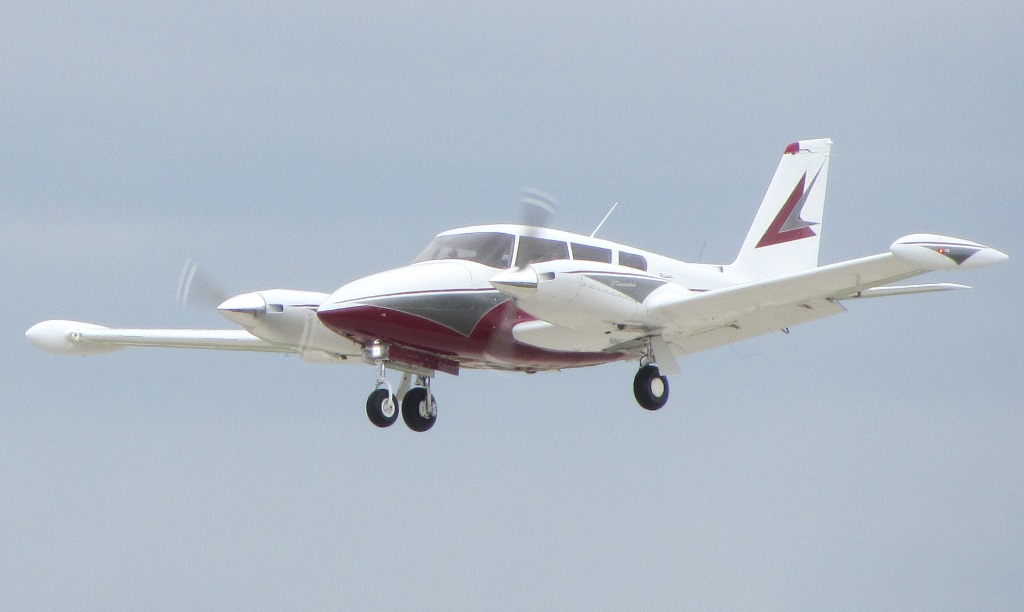
PA-30 Twin Comanche

O Piper PA-30 Twin Comanche é um avião monoplano bimotor americano projetado e construído pela Piper Aircraft. Foi um desenvolvimento do monomotor PA-24 Comanche. Uma variante com motores contra-rotativos foi designado Piper PA-39 Twin Comanche C/R.

## Desenvolvimento
O Piper PA-30 Twin Comanche (posteriormente PA-39) foi projetado como uma variante bimotora do Piper PA-24 Comanche. Um complexo bimotor leve, com trem de pouso retrátil, assento de quatro (nos primeiros modelos) a seis pessoas (nos modelos mais novos) e velocidades de cruzeiro variando entre 160 mph (257 km/h) - 210 mph (338 km/h) em motores de 150 hp (112 kW) - 160 hp (119 kW), competia com os mais potentes Cessna 310 e Beechcraft Baron e posteriormente com outros bimotores leves da própria Piper.
O Twin Comanche foi desenhado para substituir o Apache na linha de produtos da empresa. Foi desenvolvido por Ed Swearingen, que na época operava uma oficina especializada na modificação de aeronaves. 
A aeronave vinha equipada com dois motores com injeção eletrônica de 4 cilindros, o IO-320-B1A, que produzia 160 hp (119 kW), com modificações disponíveis pela Miller Aviation para instalar motores de 200 hp (149 kW). Uma versão com turbocompressor para voos de maior altitude também foi desenvolvida, usando os motores IO-320-C1A com a mesma potência nominal. Todos os motores do Twin Comanche tinham longos períodos entre grandes manutenções (2.000 horas para o B1A e 1.800 horas para o C1A) e desenvolveram sua reputação por confiabilidade.
Seguindo alguns acidentes envolvendo a perda de controle do piloto em voos monomotor (devido a falha de motor ou treinamento de piloto em condições de falha de motor), a Piper buscou alterar o comportamento da aeronave em caso de monomotor em baixas velocidades (como decolagem e pouso). O resultante PA-39 Twin Comanche C/R foi uma versão modificada com motores contra-rotativos (para eliminar o "motor crítico" que, quando falhava, criava um grande risco de perda de controlabilidade). O PA-39 substituiu o PA-30 no início da década de 1970. Em um estudo comparativo de acidentes ocorridos nos Estados Unidos entre o PA-30 e PA-39 indicaram que a taxa de acidentes dos PA-39 era de apenas um terço se comparado aos PA-30. A Piper subsequentemente expandiu o desenvolvimento de motores contra-rotativos para outros bimotores leves de sua empresa.
Até 3 de novembro de 2019, 80 PA-39 estavam registradas na Federal Aviation Administration.
O Twin Comanche foi produzido na mesma linha de produção de seu relativo monomotor, em Lock Haven, Pennsylvania; a produção foi encerrada quando a fábrica foi inundada em 1972. A Piper decidiu focar em sua igualmente popular linha de Cherokee 140/180/235/Arrow, fabricados na Flórida, e seu altamente popular Seneca, que é essencialmente um Cherokee Six bimotor. O PA-40 Arapaho substituiria o PA-39 entre 1973 e 1974. Três aeronaves foram construídas e já completamente certificada, quando foi decidido não prosseguir com sua fabricação. Um dos três aviões construídos foi destruído em um acidente de "parafuso chato" em 1973; o piloto de testes, Clay Lacy, conseguiu escapar. Outro avião foi sucateado pela Piper e nenhum estava mais registrado na FAA em novembro de 2019.

## Projeto
O Twin Comanche é um monoplano cantilever de asa baixa com trem de pouso triciclo retrátil. Com tanques na ponta de asa, carregava 454 L de combustível. O consumo em cruzeiro é de aproximadamente 58,7 L/h com uma velocidade de cruzeiro de 165 kn (306 km/h). Podia subir facilmente para 5 500 m (18 000 ft) (7 300 m (24 000 ft) se equipado com turbocompressor). Quando comparado com o Seminole, o Twin Comanche voa mais rápido, carrega mais peso, utiliza menos combustível, sobe mais rápido e mais alto, além de ser mais silencioso. Se comprado ao Seneca, que é uma aeronave bem diferente, as mais notáveis diferenças são na manobrabilidade. Outro competidor contemporâneo era o Beechcraft Travel Air. Uma aeronave similar em forma e função era o Gulfstream American GA-7 Cougar, que entrou em produção após o Twin Comanche parar de ser produzido. 

## Histórico operacional
O Twin Comanche sofreu alguns acidentes de perda de controle devido à Vmc (velocidade mínima de controle) na década de 1960 e início de 1970. Inicialmente, o a FAA emitiu uma diretriz de aeronavegabilidade alterando a Vmc, sem mudanças aerodinâmicas. Na época, o bem conhecido jornalista de aviação Richard L. Collins era muito crítico aos padrões de treinamento para multimotor exigidos pela FAA, que encorajavam demonstrações inseguras de Vmc em baixa altitude. Collins apontou em outro artigo no mesmo ano que um operador havia sofrido quatro parafusos fatais devido à Vmc. Dois eram em um Twin Comanche, um no Beech Travel Air e o outro em um Beech Baron. Não é surpreendente que o Twin Comanche tinha um maior número de acidentes, pelo fato de ser usado com mais frequência como avião de treinamento. A FAA efetuou uma série de testes em voo no Twin Comanche a NASA comandou testes em túnel de vento e não encontrou nenhuma tendência de entrar em parafuso além do que já é normalmente esperado devido ao fluxo de ar das hélices.
Na década de 1970, a FAA alterou seus padrões de treinamento e requeria que os instrutores de voo obtivessem uma licença a parte para ensinar voos em aeronaves multimotoras. Os acidentes relacionados à Vmc diminuíram drasticamente. Em 1997, a o Instituto de Segurança Aérea (em inglês:  Air Safety Institute) da Aircraft Owners and Pilots Association (AOPA) publicou um boletim de segurança sobre a série de aeronaves Comanche e concluiu que o Twin Comanche não demonstrava maior tendência de entrar em parafuso próximo da Vmc em comparação com outras aeronaves. Kristin Winter, um instrutor de longa data do Twin Comanche, operador e investigador de acidentes aeronáuticos, revisou os registros do NTSB de um período de dez anos encerrando em 2014 e concluiu que o relatório do Air Safety Institute estava correto em suas conclusões. Dos seis acidentes com perda de controle enquanto monomotor, a maior parte resultou de pilotos inexperientes e treinamento deficiente.
O Príncipe Guilherme de Gloucester comprou um Twin Comanche e o utilizou como sua aeronave pessoal por vários anos na década de 1960. Voou do Reino Unido para a Nigéria, onde manteve um posto diplomático; posteriormente, retornou para o Reino Unido e voou para o Japão quando assumiu um posto diplomático naquele país.

## Variantes
Três versões do PA30 foram produzidas: o original, um modelo "B" e um modelo "C". Estes últimos dois podem carregar um piloto e cinco passageiros e podem ser identificados pelas janelas adicionais. Os motores com turbocompressor de fábrica foram disponibilizados com o modelo "B". Estas aeronaves podem ser identificados pelas entradas de ar nas laterais das naceles de motor. Utilizam turbocompressores Rajay, com controles manuais operados sob o comando de manetes. Recebem o termo "turbonormalizados" uma vez que a taxa de compressão e pressão máxima permanecem inalteradas. Os pilotos devem tomar cuidado para evitar utilizá-los demasiadamente em baixas altitudes. Os últimos dois assentos, ocupando o compartimento de bagagem, são relativamente pequenos.
PA-30 Twin Comanche
Versão com quatro assentos. É um PA-24 com o motor removido do nariz e adicionados dois motores Lycoming IO-320-B1A de 160 hp (119 kW) montados em naceles na asa. A instalação de turbocompressores era opcional em versões posteriores, mantendo a versão B1A dos motores.
PA-30B Twin Comanche
PA-30 com uma terceira janela em cada lado e um opcional quinto ou sexto assento.
PA-30B Turbo Twin Comanche
Versão turbonormalizada do PA-30B Twin Comanche, com dois motores IO-320-C1A com turbo Rajay.
PA-30C Twin Comanche
Twin Comanche B com um novo painel de instrumentos, botões e outras pequenas alterações. Versão turbonormalizada opcional.
PA-30-200 Twin Comanche B
Experimental PA-30 com dois motores Lycoming de 200 hp (149 kW). Apenas um construído.
PA-39 Twin Comanche C/R
PA-30 com motores contra-rotativos Lycoming IO-320-B1A de 160 hp (119 kW) e bordo de ataque modificado.
PA-39 Turbo Twin Comanche C/R
Versão com turbocompressor do PA-39 Twin Comanche C/R.
Piper PA-40 Arapaho
Desenvolvido e certificado, com asa completamente diferente e grandes modificações na fuselagem. Três protótipos construídos.